# Lettera Rarissima

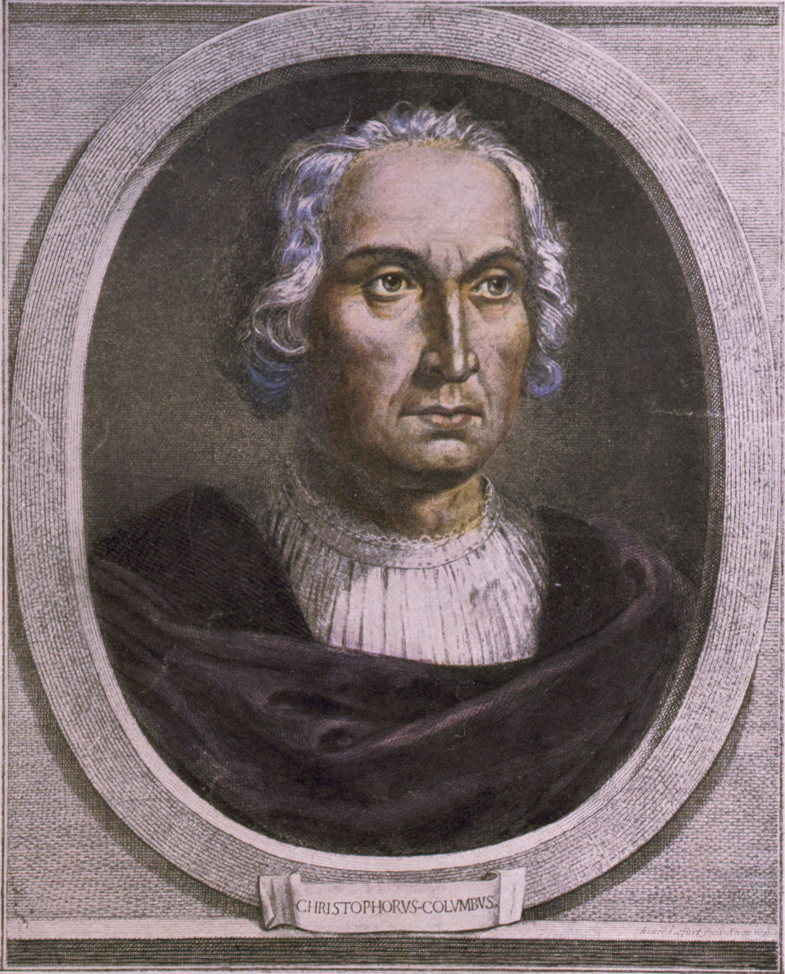
Retrato de Cristobal Colón.

Lettera Rarissima es el nombre que se le dio a la carta de Cristobal Colón dirigida a los reyes católicos, fechada el 7 de julio de 1503, denominada así en su posterior traducción al italiano cuya copia en español se encuentra en la Biblioteca Universitaria de Salamanca informándoles lo sucedido desde Jamaica, donde estaban las tropas colombinas naufragadas.

## Contexto
Durante la exploración de Veragua, en lo que hoy es Panamá, las naves de Cristóbal Colón sufrieron graves daños por parásitos marinos llamados teredinas, que deterioraron los cascos. La primera embarcación en quedar inutilizable fue la Vizcaína, abandonada en una ensenada. Luego, una fuerte tormenta afectó aún más a las dos naves restantes. El 24 y 25 de junio de 1503, las tripulaciones llegaron a Puerto Bueno y a la bahía de Santa Gloria, en la costa norte de Jamaica, donde se vieron obligados a desembarcar debido al mal estado de las embarcaciones, que se mantenían a flote solo gracias al constante achique de agua. Para protegerse, encallaron los barcos en la playa y los apuntalaron, instalándose cerca de una aldea indígena llamada Maima.
Ante la precaria situación, Colón prohibió abandonar las naves sin autorización y envió a Diego Méndez de Segura con tres hombres para negociar con los indígenas permisos para cazar y pescar. Buscando una solución para regresar, el almirante ideó la construcción de una canoa para enviar un mensajero a La Española. Confió esta peligrosa tarea a Méndez. Consciente de su deteriorado estado de salud y temiendo no sobrevivir hasta la llegada de ayuda, Colón aprovechó la ocasión para entregar a Méndez una carta dirigida a los Reyes Católicos, donde informaba sobre el viaje y las difíciles condiciones que enfrentaban.